# Japan op de Olympische Winterspelen 1992
Tijdens de Olympische Winterspelen van 1992, die in Albertville (Frankrijk) werden gehouden, nam Japan voor de veertiende keer deel.

## Medailleoverzicht
| Sport              | Olympiër                                                            | Discipline           | Medaille |
| ------------------ | ------------------------------------------------------------------- | -------------------- | -------- |
| Noordse combinatie | Reiichi Mikata Takanori Kono Kenji Ogiwara                          | team (m)             | Goud     |
| Kunstrijden        | Midori Ito                                                          | vrouwen              | Zilver   |
| Schaatsen          | Toshiyuki Kuroiwa                                                   | 500 m (m)            | Zilver   |
| Schaatsen          | Junichi Inoue                                                       | 500 m (m)            | Brons    |
| Schaatsen          | Yukinori Miyabe                                                     | 1000 m (m)           | Brons    |
| Schaatsen          | Seiko Hashimoto                                                     | 1500 m (v)           | Brons    |
| Shorttrack         | Yuichi Akasaka Tatsuyoshi Ishihara Toshinobu Kawai Tsutomu Kawasaki | 5000 m aflossing (m) | Brons    |

## Deelnemers en resultaten

### Alpineskiën
| Olympiër         | Discipline       | Resultaat | Prestatie                                                                             |
| ---------------- | ---------------- | --------- | ------------------------------------------------------------------------------------- |
| Takuya Ishioka   | super g (m)      | 41e       | 1.17,81 (+4,77)                                                                       |
| Takuya Ishioka   | reuzenslalom (m) | 29e       | 2.15,92 (+8,94) 1.09,28+1.06,64                                                       |
| Takuya Ishioka   | slalom (m)       | dnf-1     | opgave run 1                                                                          |
| Takuya Ishioka   | combinatie (m)   | 9e        | 51,83 p. (+37,25) afdaling: 44,04 p. (1.49,29) slalom: 7,79 p. (1.42,42: 49,48+52,94) |
| Kiminobu Kimura  | super g (m)      | 33e       | 1.17,06 (+4,02)                                                                       |
| Kiminobu Kimura  | reuzenslalom (m) | 21e       | 2.12,10 (+5,12) 1.07,20+1.04,90                                                       |
| Kiminobu Kimura  | slalom (m)       | dnf-1     | opgave run 1                                                                          |
| Kiminobu Kimura  | combinatie (m)   | 15e       | 64,14 p. (+49,56) afdaling: 61,26 p. (1.50,98) slalom: 2,88 p. (1.41,55: 49,47+52,08) |
| Tetsuya Okabe    | slalom (m)       | 18e       | 1.49,48 (+5,09) 54,99+54,49                                                           |
| Tsuyoshi Tomii   | afdaling (m)     | 25e       | 1.54,23 (+3,86)                                                                       |
| Tsuyoshi Tomii   | super g (m)      | dnf       | opgave                                                                                |
| Tsuyoshi Tomii   | reuzenslalom (m) | dnf-2     | opgave run 2 1.13,36+dnf                                                              |
|                  |                  |           |                                                                                       |
| Emi Kawabata     | afdaling (v)     | 11e       | 1.54,52 (+1,97)                                                                       |
| Emi Kawabata     | super g (v)      | 31e       | 1.27,31 (+6,09)                                                                       |
| Emi Kawabata     | reuzenslalom (v) | dq-2      | diskwalificatie run 2 (2.21,16) 1.10,44+diskwalificatie (1.10,72)                     |
| Emi Kawabata     | combinatie (v)   | 13e       | 66,1 p. (+63,55) afdaling: 16,08 p. (1.27,13) slalom: 50,02 p. (1.15,37: 37,56+37,81) |
| Sachiko Yamamoto | afdaling (v)     | 26e       | 1.58,52 (+5,97)                                                                       |
| Sachiko Yamamoto | super g (v)      | 33e       | 1.27,54 (+6,32)                                                                       |
| Sachiko Yamamoto | slalom (v)       | dnf-1     | opgave run 1                                                                          |
| Sachiko Yamamoto | combinatie (v)   | dnf-s2    | opgave slalom run 2 afdaling: 1.30,70                                                 |

### Biatlon
| Olympiër       | Discipline | Resultaat | Prestatie                                   |
| -------------- | ---------- | --------- | ------------------------------------------- |
| Atsushi Kazama | 10 km (m)  | 78e       | 30.34,7 (+4.32,4) pen.: 6 (3 + 3)           |
| Atsushi Kazama | 20 km (m)  | 63e       | 1:04.32,8 (+7.58,4) pen.: 6 (2 + 2 + 0 + 2) |
| Misao Kodate   | 10 km (m)  | 36e       | 28.07,0 (+2.04,7) pen.: 3 (2 + 1)           |
| Misao Kodate   | 20 km (m)  | 28e       | 1:00.53,1 (+3.18,7) pen.: 2 (1 + 0 + 0 + 1) |
| Yoshiko Mikami | 7,5 km (v) | 22e       | 26.57,3 (+2.28,1) pen.: 2 (0 + 2)           |
| Yoshiko Mikami | 15 km (v)  | 35e       | 57.55,8 (+6.08,6) pen.: 3 (1 + 1 + 0 + 1)   |

### Bobsleeën
| Olympiër                                                      | Discipline             | Resultaat | Prestatie                                               |
| ------------------------------------------------------------- | ---------------------- | --------- | ------------------------------------------------------- |
| Naomi Takewaki Fuminori Tsushima                              | 2-mansbob (m) Japan I  | 21e       | 4.07,45 (+4,19) (1.01,74 / 1.01,99 / 1.01,77 / 1.01,95) |
| Toshio Wakita Ryoji Yamazaki                                  | 2-mansbob (m) Japan II | 19e       | 4.06,86 (+3,60) (1.01,22 / 1.01,65 / 1.02,03 / 1.01,96) |
| Toshio Wakita Ryoji Yamazaki Fuminori Tsushima Naomi Takewaki | 4-mansbob (m) Japan I  | 17e       | 3.57,24 (+3,34) (59,23 / 59,30 / 59,33 / 59,38)         |

### Freestyleskiën
| Olympiër       | Discipline | Resultaat | Prestatie                    |
| -------------- | ---------- | --------- | ---------------------------- |
| Osamu Yamazaki | moguls (m) | 40e       | dnq (kwalificatie: 14,49 p.) |

### Kunstrijden
| Olympiër                  | Discipline | Resultaat | Prestatie                               |
| ------------------------- | ---------- | --------- | --------------------------------------- |
| Masakazu Kagiyama         | mannen     | 13e       | 20,5 p. (korte kür: 11 - lange kür: 15) |
| Mitsuhiro Murata          | mannen     | 23e       | 34,0 p. (korte kür: 22 - lange kür: 23) |
| Midori Ito                | vrouwen    | Zilver    | 4,0 p. (korte kür: 4 - lange kür: 2)    |
| Yuka Sato                 | vrouwen    | 7e        | 10,5 p. (korte kür: 7 - lange kür: 7)   |
| Rena Inoue Tomoaki Koyama | paarrijden | 14e       | 21,0 p. (korte kür: 14 - lange kür: 14) |

### Langlaufen
| Olympiër                                               | Discipline                    | Resultaat | Prestatie                                           |
| ------------------------------------------------------ | ----------------------------- | --------- | --------------------------------------------------- |
| Hiroyuki Imai                                          | 10 km klassiek (m)            | 27e       | 30.17,3 (+2.41,3)                                   |
| Hiroyuki Imai                                          | 30 km klassiek (m)            | 32e       | 1:29.35,6 (+7.07,8)                                 |
| Hiroyuki Imai                                          | 50 km vrije stijl (m)         | 25e       | 2:13.33,0 (+9.51,5)                                 |
| Hiroyuki Imai                                          | achtervolging 10 km+15 km (m) | 29e       | +4.30,9 (10 km:30.17 + 15 km:39.51,8)               |
| Kazunari Sasaki                                        | 10 km klassiek (m)            | 46e       | 31.31,4 (+3.55,4)                                   |
| Kazunari Sasaki                                        | 30 km klassiek (m)            | 40e       | 1:30.35,9 (+8.08,1)                                 |
| Kazunari Sasaki                                        | 50 km vrije stijl (m)         | 40e       | 2:17.20,1 (+13.38,6)                                |
| Kazunari Sasaki                                        | achtervolging 10 km+15 km (m) | 35e       | +5.06,7 (10 km:31.31 + 15 km:39.13,6)               |
|                                                        |                               |           |                                                     |
| Fumiko Aoki                                            | 5 km klassiek (v)             | 30e       | 15.33,0 (+1.19,2)                                   |
| Fumiko Aoki                                            | 15 km klassiek (v)            | 37e       | 48.30,2 (+6.09,4)                                   |
| Fumiko Aoki                                            | 30 km vrije stijl (v)         | 44e       | 1:36.21,9 (+13.51,8)                                |
| Fumiko Aoki                                            | achtervolging 5 km+10 km (v)  | 19e       | +2.50,7 (5 km:15.33 + 10 km:27.25,4)                |
| Naomi Hoshikawa                                        | 5 km klassiek (v)             | 48e       | 16.13,2 (+1.59,4)                                   |
| Naomi Hoshikawa                                        | 15 km klassiek (v)            | 42e       | 49.46,2 (+7.25,4)                                   |
| Naomi Hoshikawa                                        | 30 km vrije stijl (v)         | 42e       | 1:35.29,4 (+12.59,3)                                |
| Naomi Hoshikawa                                        | achtervolging 5 km+10 km (v)  | 34e       | +4.17,1 (5 km:16.13 + 10 km:28.11,8)                |
| Yumi Inomata                                           | 5 km klassiek (v)             | 54e       | 16.49,4 (+2.35,6)                                   |
| Yumi Inomata                                           | achtervolging 5 km+10 km (v)  | 47e       | +6.04,9 (5 km:16.49 + 10 km:29.23,6)                |
| Miwa Ota                                               | 5 km klassiek (v)             | 43e       | 16.03,1 (+1.49,3)                                   |
| Miwa Ota                                               | 15 km klassiek (v)            | dnf       | opgave                                              |
| Miwa Ota                                               | 30 km vrije stijl (v)         | 41e       | 1:35.19,4 (+12.49,3)                                |
| Miwa Ota                                               | achtervolging 5 km+10 km (v)  | 43e       | +5.23,6 (5 km:16.03 + 10 km:29.28,3)                |
| Team Miwa Ota Fumiko Aoki Naomi Hoshikawa Yumi Inomata | 4x5 km estafette (v)          | 12e       | 1:04.09,3 (+4.34,5) 16.24,7 15.26,0 15.53,5 16.25,1 |

### Noordse combinatie
| Olympiër                                        | Discipline      | Resultaat | Prestatie |
| ----------------------------------------------- | --------------- | --------- | --- |
| Kenji Ogiwara                                   | individueel (m) | 7e        | +1.57,4 — schans: 215,3 p — 15 km: 44.57,5                                                                                                |
| Takanori Kono                                   | individueel (m) | 19e       | +4.18,2 — schans: 197,4 p — 15 km: 45.18,9                                                                                                |
| Masashi Abe                                     | individueel (m) | 30e       | +6.40,4 — schans: 197,9 p — 15 km: 47.44,5                                                                                                |
| Reiichi Mikata                                  | individueel (m) | 34e       | +7.41,0 — schans: 226,1 p — 15 km: 51.53,1                                                                                                |
| Team Reiichi Mikata Takanori Kono Kenji Ogiwara | team (m)        | Goud      | — — schans: 645,1 p — 30 km: 1:23.36,5 schans: 227,5 p — 10 km: 28.22,5 schans: 199,0 p — 10 km: 28.40,2 schans: 218,6 p — 10 km: 26.33,8 |

### Rodelen
| Olympiër                   | Discipline | Resultaat | Prestatie                                             |
| -------------------------- | ---------- | --------- | ----------------------------------------------------- |
| Kazuhiko Takamatsu         | mannen     | 17e       | 3.05,800 (+3,437) (46,283 / 46,065 / 46,838 / 46,614) |
| Atsushi Sasaki Yuji Sasaki | dubbel     | 18e       | 1.35,342 (+3,289) (47,776 / 47,566)                   |

### Schaatsen
| Olympiër          | Discipline   | Resultaat | Prestatie         |
| ----------------- | ------------ | --------- | ----------------- |
| Toru Aoyanagi     | 1500 m (m)   | 12e       | 1.57,36 (+2,55)   |
| Yuji Fujimoto     | 1000 m (m)   | 11e       | 1.15,78 (+0,93)   |
| Junichi Inoue     | 500 m (m)    | Brons     | 37,26 (+0,12)     |
| Toshihiko Itokawa | 5000 m (m)   | 18e       | 7.20,50 (+20,53)  |
| Toshihiko Itokawa | 10.000 m (m) | 13e       | 14.42,35 (+30,23) |
| Toshiyuki Kuroiwa | 500 m (m)    | Zilver    | 37,18 (+0,04)     |
| Toshiyuki Kuroiwa | 1000 m (m)   | 9e        | 1.15,56 (+0,71)   |
| Yasunori Miyabe   | 500 m (m)    | 5e        | 37,49 (+0,35)     |
| Yasunori Miyabe   | 1000 m (m)   | 19e       | 1.16,52 (+1,67)   |
| Yukinori Miyabe   | 500 m (m)    | 18e       | 38,12 (+0,98)     |
| Yukinori Miyabe   | 1000 m (m)   | Brons     | 1.14,92 (+0,07)   |
| Yukinori Miyabe   | 1500 m (m)   | 9e        | 1.56,99 (+2,18)   |
| Kazuhiro Sato     | 1500 m (m)   | 28e       | 2.00,51 (+5,70)   |
| Kazuhiro Sato     | 5000 m (m)   | 17e       | 7.19,69 (+19,72)  |
| Kazuhiro Sato     | 10.000 m (m) | 5e        | 14.28,30 (+16,18) |
| Keiji Shirahata   | 1500 m (m)   | 44e       | 2.05,47 (+10,66)  |
| Keiji Shirahata   | 5000 m (m)   | 22e       | 7.24,95 (+24,98)  |
| Keiji Shirahata   | 10.000 m (m) | 18e       | 14.47,56 (+35,44) |
|                   |              |           |                   |
| Yoko Fukazawa     | 500 m (v)    | 24e       | 42,18 (+1,85)     |
| Yoko Fukazawa     | 1000 m (v)   | 24e       | 1.25,00 (+3,10)   |
| Seiko Hashimoto   | 500 m (v)    | 12e       | 41,32 (+0,99)     |
| Seiko Hashimoto   | 1000 m (v)   | 5e        | 1.22,63 (+0,73)   |
| Seiko Hashimoto   | 1500 m (v)   | Brons     | 2.06,88 (+1,01)   |
| Seiko Hashimoto   | 3000 m (v)   | 12e       | 4.32,12 (+12,22)  |
| Seiko Hashimoto   | 5000 m (v)   | 9e        | 7.47,65 (+16,08)  |
| Yumi Kaeriyama    | 1500 m (v)   | 19e       | 2.10,75 (+4,88)   |
| Yumi Kaeriyama    | 3000 m (v)   | 13e       | 4.33,53 (+13,63)  |
| Yumi Kaeriyama    | 5000 m (v)   | 12e       | 7.50,77 (+19,20)  |
| Kyoko Shimazaki   | 500 m (v)    | 7e        | 40,98 (+0,65)     |
| Kyoko Shimazaki   | 1000 m (v)   | 18e       | 1.24,28 (+2,38)   |
| Noriko Toda       | 500 m (v)    | 23e       | 41,97 (+1,64)     |
| Noriko Toda       | 1000 m (v)   | 23e       | 1.24,96 (+3,06)   |
| Mie Uehara        | 1500 m (v)   | 11e       | 2.09,33 (+3,46)   |
| Mie Uehara        | 3000 m (v)   | 17e       | 4.37,54 (+17,64)  |
| Mie Uehara        | 5000 m (v)   | 14e       | 7.54,15 (+22,58)  |

### Schansspringen
| Olympiër                                                      | Discipline                     | Resultaat | Prestatie |
| ------------------------------------------------------------- | ------------------------------ | --------- | --- |
| Masahiko Harada                                               | normale schans individueel (m) | 14e       | 201,0 punten 98,6 p. (83,5 m) + 102,4 p. (84,0 m) |
| Masahiko Harada                                               | grote schans individueel (m)   | 4e        | 211,3 punten 102,4 p. (113,5 m) + 108,9 p. (116,0 m) |
| Jiro Kamiharako                                               | normale schans individueel (m) | 28e       | 188,8 punten 94,0 p. (80,0 m) + 94,8 p. (80,5 m) |
| Jiro Kamiharako                                               | grote schans individueel (m)   | 25e       | 155,5 punten 79,5 p. (100,0 m) + 76,0 p. (97,5 m) |
| Noriaki Kasai                                                 | normale schans individueel (m) | 31e       | 187,1 punten 89,0 p. (77,5 m) + 98,1 p. (83,5 m) |
| Noriaki Kasai                                                 | grote schans individueel (m)   | 26e       | 154,4 punten 82,1 p. (101,5 m) + 72,3 p. (94,5 m) |
| Kenji Suda                                                    | normale schans individueel (m) | 39e       | 184,7 punten 93,5 p. (80,0 m) + 91,2 p. (79,5 m) |
| Kenji Suda                                                    | grote schans individueel (m)   | 17e       | 168,1 punten 91,1 p. (106,5 m) + 77,0 p. (97,5 m) |
| Team Jiro Kamiharako Masahiko Harada Noriaki Kasai Kenji Suda | grote schans team (m)          | 4e        | 571,0 punten 90,3 p. (107,0 m) + 93,2 p. (108,0 m) 108,0 p. (117,5 m) + 95,8 p. (109,5 m) 90,4 p. (106,0 m) + 75,0 p. (97,5 m) 93,1 p. (109,0 m) + 90,5 p. (107,5 m) |

### Shorttrack
| Olympiër                                                            | Discipline           | Resultaat | Prestatie                                               |
| ------------------------------------------------------------------- | -------------------- | --------- | ------------------------------------------------------- |
| Tatsuyoshi Ishihara                                                 | 1000 m (m)           | 15e       | dnq, kf 1 (4e): 1.34,86, vr 7 (2e): 1.34,11             |
| Tsutomu Kawasaki                                                    | 1000 m (m)           | 16e       | dnq, kf 4 (4e): 1.35,66, vr 2 (2e): 1.38,75             |
| Toshinobu Kawai                                                     | 1000 m (m)           | 23e       | dnq, vr 3 (3e): 1.42,28                                 |
| Yuichi Akasaka Tatsuyoshi Ishihara Toshinobu Kawai Tsutomu Kawasaki | 5000 m aflossing (m) | Brons     | Finale: 7.18,18, hf 2 (1e): 7.22,84, vr 3 (2e): 7.22,43 |
|                                                                     |                      |           |                                                         |
| Nobuko Yamada                                                       | 500 m (v)            | 10e       | dnq, kf 1 (3e): 57,69, vr 5 (1e): 48,79                 |
| Mie Naito Rie Sato Hiromi Takeuchi Nobuko Yamada                    | 3000 m aflossing (v) | 4e        | Finale: 4.44,50, hf 2 (1e): 4.37,08                     |

Algerije · Amerikaanse Maagdeneilanden · Andorra · Argentinië · Australië · België · Bermuda · Bolivia · Brazilië · Bulgarije · Canada · Chili · China · Chinees Taipei · Costa Rica · Cyprus · Denemarken · Duitsland · Estland · Filipijnen · Finland · Frankrijk · Gezamenlijk team · Griekenland · Groot-Brittannië · Honduras · Hongarije · Ierland · IJsland · India · Italië · Jamaica · Japan · Joegoslavië · Kroatië · Letland · Libanon · Liechtenstein · Litouwen · Luxemburg · Marokko · Mexico · Monaco · Mongolië · Nederland · Nederlandse Antillen · Nieuw-Zeeland · Noord-Korea · Noorwegen · Oostenrijk · Polen · Puerto Rico · Roemenië · San Marino · Senegal · Slovenië · Spanje · Swaziland · Tsjecho-Slowakije · Turkije · Verenigde Staten · Zuid-Korea · Zweden · Zwitserland